# Встреча (муниципальный округ Нижняя Салда)
Встре́ча — посёлок в муниципальном округе Нижняя Салда Свердловской области России. 

## География
Посёлок Встреча расположен в 14 километрах (по дорогам в 17 километрах) к востоко-юго-востоку от города Нижней Салды, вблизи реки Шайтанки — правого притока реки Салды, бассейн Тагила. В посёлке находится одноимённый остановочный пункт Свердловской железной дороги на ветке Нижний Тагил — Алапаевск  — Каменск-Уральский.

## Население
| 2002 | 2010 |
| ---- | ---- |
| 0    | →0   |